# Scorpions de Mulhouse 1997
 (mai 2025).
Si vous disposez d'ouvrages ou d'articles de référence ou si vous connaissez des sites web de qualité traitant du thème abordé ici, merci de compléter l'article en donnant les références utiles à sa vérifiabilité et en les liant à la section « Notes et références ».
Les Scorpions de Mulhouse, est un club français de hockey sur glace domicilié à Mulhouse évoluant en D3.

## Historique

Après la disparition de l’ancien club professionnel de Mulhouse en 2005 après leur titre de  Champion de France, l’association pour le développement du hockey mulhousien, gérant auparavant le hockey mineur à Mulhouse reprend le même nom des Scorpions de Mulhouse et engage une équipe en championnat de France de D3.
Pour la saison 2007-2008, le club monte en D2, termine 3e du groupe Est de la D2 et est donc qualifié pour les barrages. Mulhouse rencontre Font-Romeu et les bat en 2 matchs (6-0, 8-6) puis bat la Roche-sur-Yon (4-2, 3-3) et en 1/2 finale, perd la première demi à domicile contre Lyon sur le score de 8-4 et le match retour à Lyon sur le score de 9-1.
Après un espoir de montée administrative à l’inter-saison, le club repart finalement en D2 en 2008. Une troisième place dans la poule sud permet d’accéder aux séries. En triomphant successivement d’Asnières, Dunkerque et Cholet, Mulhouse obtient sa montée en division 1 et le droit de disputer une finale contre Brest.
En 2009, une équipe 2 se crée qui joue le championnat D3 et un nouveau président est élu en la personne de Marc De La Caffinière. L’équipe 1 entraînée par l’entraîneur emblématique Christer Eriksson (entraîneur du titre en 2005 du Hockey Club de Mulhouse) finit la saison régulière à la troisième place derrière les Drakkars de Caen et les Albatros de Brest, et échoue face à l’armada bretonne en demi-finale des play-offs après avoir battu en quart les Boxers de Bordeaux.
En 2010, comme le club est endetté, les dirigeants mulhousiens privilégient la formation et les joueurs français aux joueurs étrangers. L’équipe 1 se bat pour se qualifier en « play-offs », tout comme la réserve (D3). L’équipe est stoppée comme l’année précédente par Brest en quart de finale.
Le club joue sa troisième saison en D1 en 2011-2012, deuxième échelon du hockey français. Tout en continuant à améliorer sa structure mineure, le club alsacien renforce son équipe première, recrutant des joueurs connaissant la D1 suffisamment tôt par rapport au début de la saison. Mulhouse se trouve vite leader pour ne plus lâcher cette place du début à la fin (Mulhouse est leader au soir de la 20e journée avec 16 victoires pour 4 défaites). Les Scorpions finissent finalement à la deuxième place de championnat derrière les Aigles de Nice. Ils battent en quart de finale les Vipers de Montpellier par 2 manches à 0 puis battent les Albatros de Brest par 2 manches à 0. Ils se retrouvent en finale face aux Aigles de Nice, premier du classement à l’issue de la saison. Ils remportant le premier match à domicile, puis vont gagner le second match sur la glace niçoise. Le grand artisan de cette victoire est le gardien slovaque Radovan Hurajt, auteur de nombreux arrêts. Les Mulhousiens remontent donc 7 ans après leur titre de champion de France en Ligue Magnus. Mulhouse réalise également un bon parcours en Coupe de France, éliminé en 1/8e de finale par les Ducs de Dijon, vainqueur en finale contre les Dragons de Rouen sur le score de 7-6 ap.
En 2013, le club termine 13e sur 14 en saison régulière de la Ligue Magnus et perd la poule de maintien contre les Drakkars de Caen avec trois défaites (2-3, 1-6 et 2-0). L'équipe est donc reléguée en Division 1.
En mai 2023, les Scorpions de Mulhouse ont été placés en liquidation judiciaire, mettant fin à leur aventure en Synerglace Ligue Magnus. Malgré une saison sportive remarquable, marquée par une élimination en quarts de finale face à Grenoble, le club n'a pas pu surmonter ses difficultés financières persistantes. Endetté à hauteur de 300 000 euros, il avait déjà été sanctionné par la Commission nationale de suivi et de contrôle de gestion (CNSCG) dès le début de la saison, avec un retrait de points et une amende. Les efforts pour redresser la situation ont échoué, notamment en raison d'une baisse significative des subventions publiques. Ainsi, le club a été contraint de repartir en Division 3, le plus bas niveau du hockey français, après avoir évolué en Ligue Magnus depuis 2017.
Après une relégation en Division 3 en 2023 à la suite de difficultés financières, les Scorpions de Mulhouse ont entamé une remontée spectaculaire vers la Division 2. Sous la houlette de leur entraîneur et avec un effectif renforcé, ils ont dominé le championnat de D3 lors de la saison 2024-2025. Le point culminant de cette ascension a été leur victoire lors du Carré Final, organisé à domicile à la Patinoire olympique de Mulhouse du 2 au 4 mai 2025.
Ce tournoi décisif a réuni les quatre meilleures équipes de la saison, avec les Scorpions affrontant les Castors d’Avignon, les CABS de Dammarie-les-Lys et Évry-Viry. Mulhouse a remporté ses trois matchs avec autorité : une victoire 9-0 contre Avignon, une victoire 6-3 contre Dammarie-les-Lys et une victoire 5-1 contre Évry-Viry. Ces performances ont permis aux Scorpions de décrocher le titre de champions de France de D3 et de valider leur montée en Division 2 .

## Bilan saison par saison
| Saison    | Division     | Phases                                                          | Résultats                              | Classement final                               |
| --------- | ------------ | --------------------------------------------------------------- | -------------------------------------- | ---------------------------------------------- |
| 2006-2007 | Division 3   | Poule Est Poule finale Carré Finale                             | 1re/5 1re/6 4e/4                       | 50e                                            |
| 2007-2008 | Division 2   | Poule Est Huitième de finale Quart de finale Demi-finale        | 3e/10 Font-Romeu La Roche-sur-Yon Lyon | 31e                                            |
| 2008-2009 | Division 2   | Poule Sud Huitième de finale Quart de finale Demi-finale Finale | 3e/10 Asnières Dunkerque Cholet Brest  | · 30e Montée en D1                             |
| 2009-2010 | Division 1   | Saison régulière Quart de finale Demi-finale                    | 3e/14 Bordeaux Brest                   | 17e                                            |
| 2010-2011 | Division 1   | Saison régulière Quart de finale                                | 8e/14 Brest                            | 22e                                            |
| 2011-2012 | Division 1   | Saison régulière Quart de finale Demi-finale Finale             | 2e/14 Montpellier Brest Nice           | · 15e Montée en Ligue Magnus                   |
| 2012-2013 | Ligue Magnus | Saison régulière Tour de relégation                             | 13e/14 Caen                            | 14e Descente en D1                             |
| 2013-2014 | Division 1   | Saison régulière Quart de finale Demi-finale                    | 3e/14 Nice Bordeaux                    | 17e                                            |
| 2014-2015 | Division 1   | Saison régulière Quart de finale                                | 7e/13 Anglet                           | 21e                                            |
| 2015-2016 | Division 1   | Saison régulière Quart de finale                                | 4e/14 Neuilly-sur-Marne                | 20e                                            |
| 2016-2017 | Division 1   | Saison régulière Quart de finale Demi-finale Finale             | 2e/13 Cholet Anglet Brest              | 15e Montée en Ligue Magnus                     |
| 2017-2018 | Ligue Magnus | Saison régulière Quart de finale                                | 8e/12 Grenoble                         | 8e                                             |
| 2018-2019 | Ligue Magnus | Saison régulière Poule de maintien                              | 10e/12 2e/4                            | 10e                                            |
| 2019-2020 | Ligue Magnus | Saison régulière Quart de finale                                | 5e/12 Amiens                           | 4e (Saison interrompue avant les demi-finales) |
| 2020-2021 | Ligue Magnus | Saison régulière                                                | 8e/12                                  | 8e (Saison jouée juste en simple aller-retour) |
| 2021-2022 | Ligue Magnus | Saison régulière Poule de maintien                              | 11e/12 3e/4                            | 11e                                            |
| 2022-2023 | Ligue Magnus | Saison régulière Quart de finale                                | 8e/12 Grenoble                         | 8e                                             |
| 2023-2024 | Division 3   | Poule Est Poule Finale                                          | Besançon Luxembourg                    | 4e                                             |
| 2024-2025 | Division 3   | Poule Est Poule Finale Carré Finale                             | Avignon Dammarie-Lès-Lys Evry-Viry     | 2e Montée en D2                                |

## Les logos

Logo actuel

## La patinoire

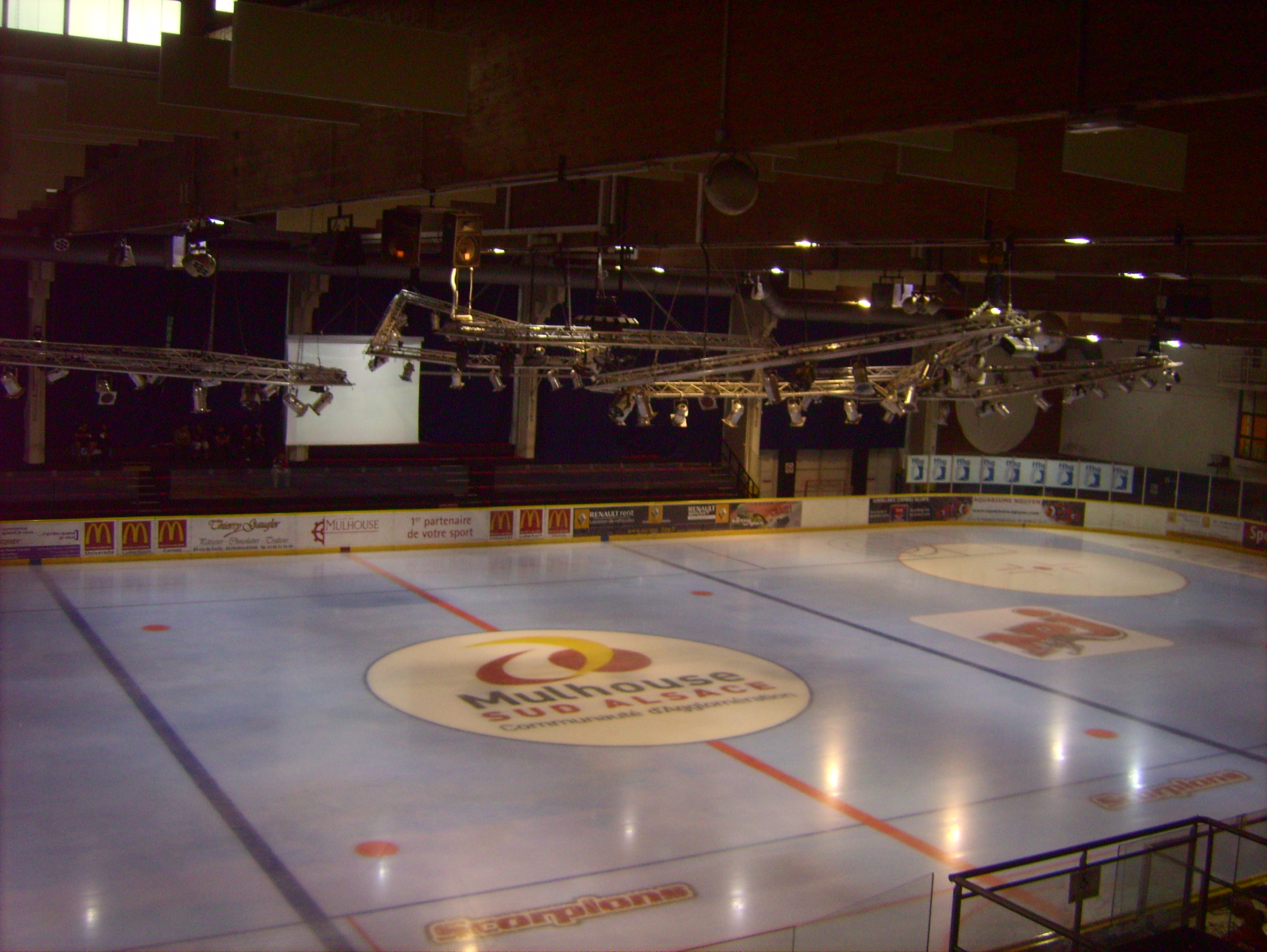
Patinoire de l'Illberg

Les Scorpions jouent à la Patinoire de l'Illberg, une patinoire d'une capacité de 1 600 places assises.

## Palmarès

### Hockey majeur
- Championnat de France de D1
  - 2012
  - 2017
- Championnat de France de D3

### Prix et récompenses de la Ligue Magnus
- Trophée Jean-Pierre-Graff
  - 2020 : Quentin Papillon
- Trophée Camil-Gélinas
  - 2020 : Yorick Treille
- Trophée Jean-Ferrand
  - 2021 : Quentin Papillon

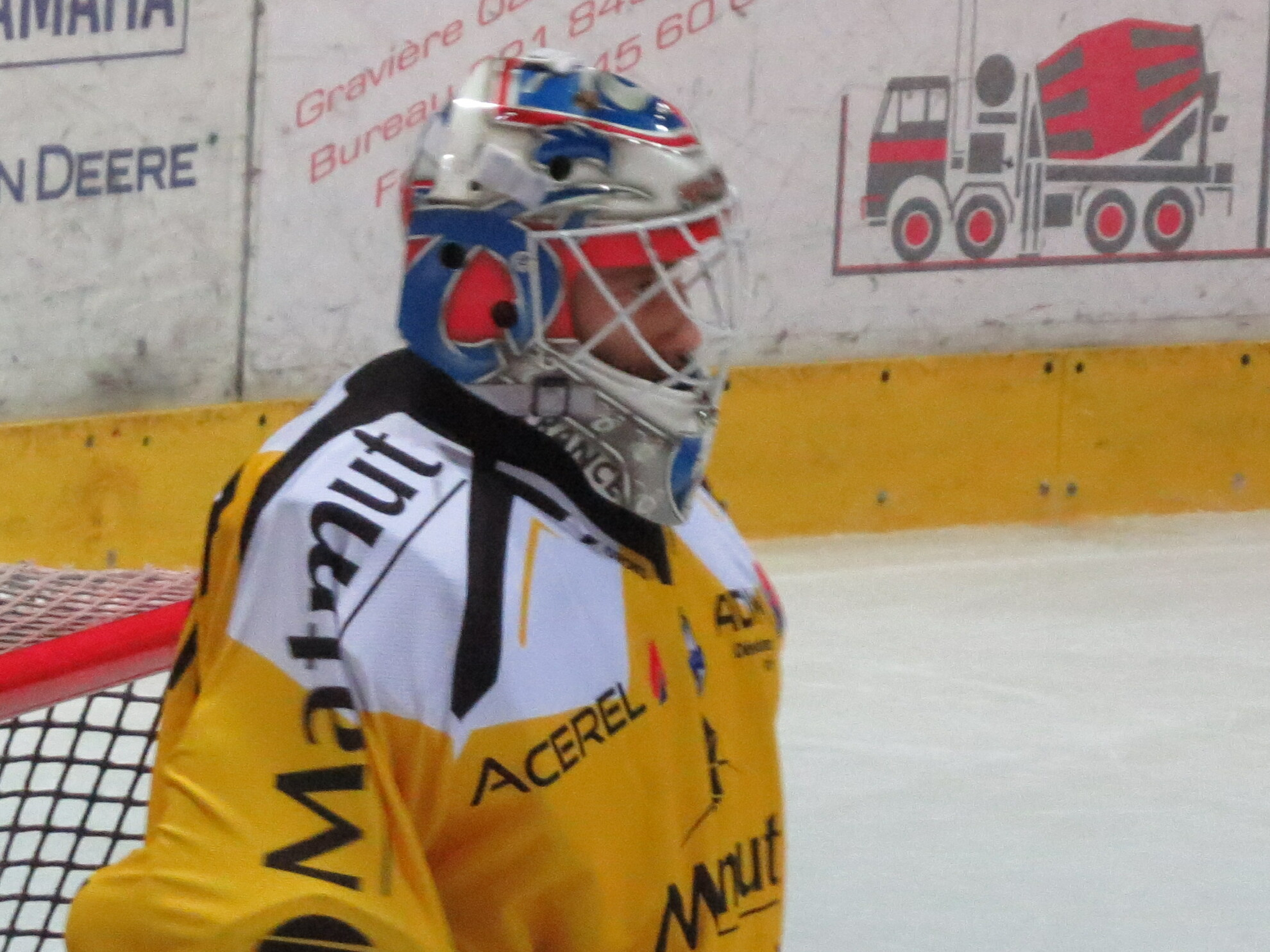
Quentin Papillon
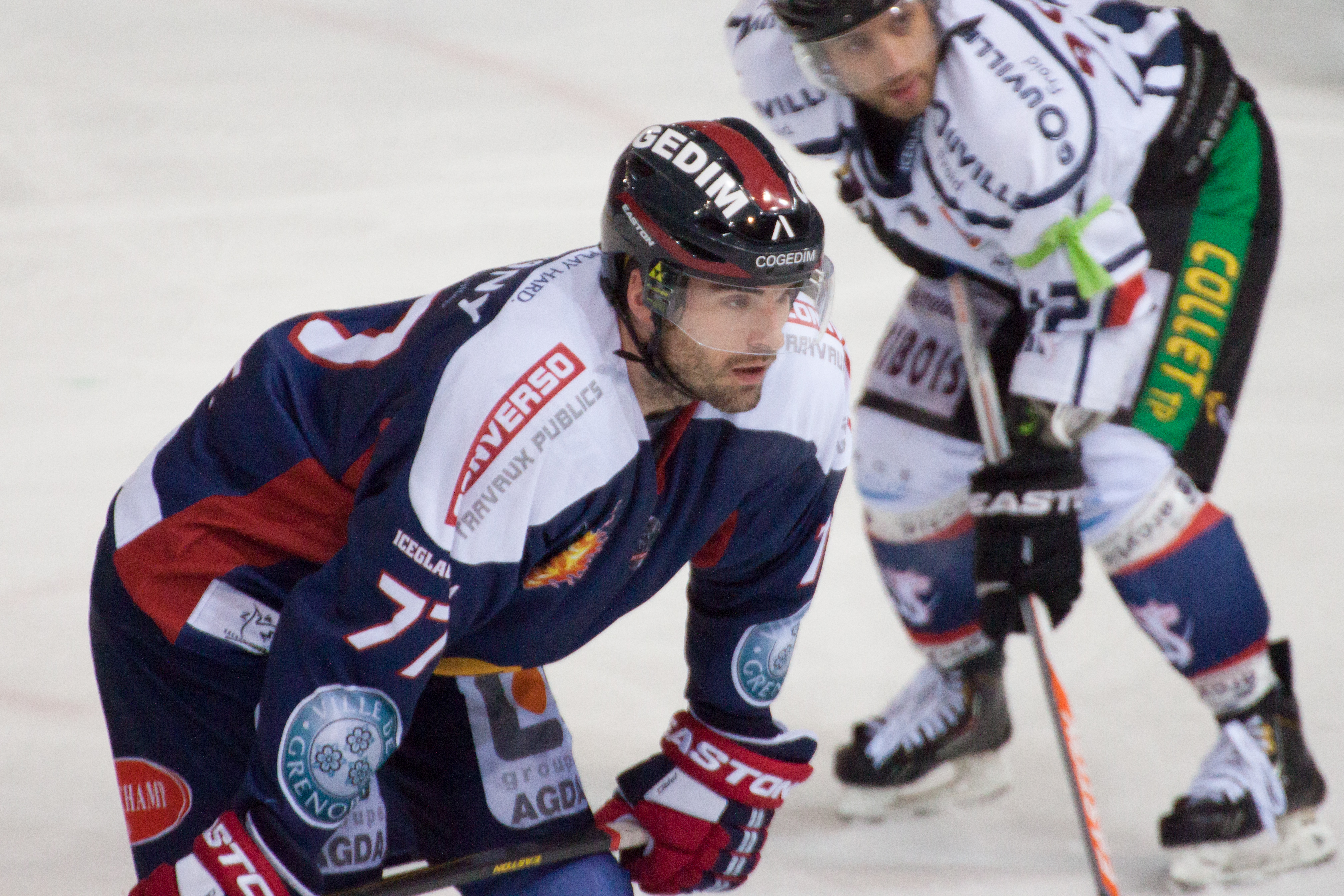
Yorick Treille

## Joueurs

### Capitaines

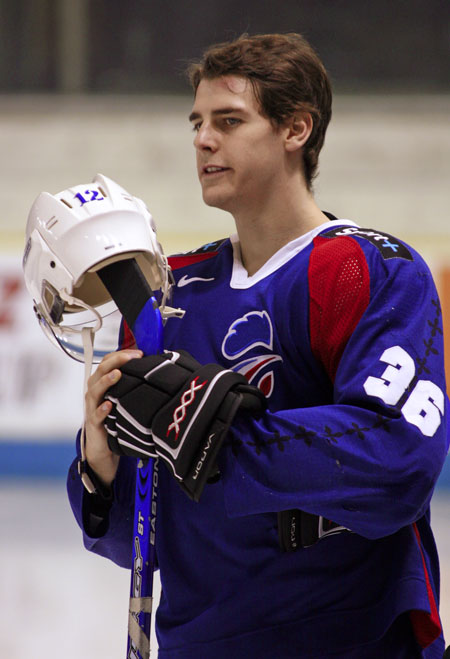
Kevin Hecquefeuille

Voici la liste des capitaines de l'histoire des Scorpions de Mulhouse :
| Période   | Nom des capitaines  | Nationalité |
| --------- | ------------------- | ----------- |
| 2006-2008 | Vincent Bringuet    |             |
| 2008-2012 | Julien Aubry        |             |
| 2012-2013 | Francis Ballet      |             |
| 2013-2016 | Lucas Bini          |             |
| 2016-2019 | Hugues Cruchandeau  |             |
| 2019-2022 | Kévin Hecquefeuille |             |
| 2022-2023 | Andreï Rytchagov    |             |

## Entraîneurs
Voici la liste des entraîneurs dans des Scorpions de Mulhouse :
| Période   | Nom des entraîneurs | Nationalité |
| --------- | ------------------- | ----------- |
| 2006-2009 | Laurent Arnaud      |             |
| 2009-2015 | Christer Eriksson   |             |
| 2015-2017 | Jan Prochazka       |             |
| 2017-2019 | Christer Eriksson   |             |
| 2019-2020 | Yorick Treille      |             |
| 2020-2022 | Alexandre Gagnon    |             |
| 2022-2022 | Erwan Agostini      |             |
| 2022-2023 | Kévin Hecquefeuille |             |
| 2023-2024 | Patrick Lacelle     |             |
| 2024-2025 | Michaël Muller      |             |

### Équipe
Entraîneur : Kévin Hecquefeuille
| No    | Nom                    | Nat. | Position       | Arrivée                              |
| ----- | ---------------------- | ---- | -------------- | ------------------------------------ |
| +001, | Jean-Philippe Fontaine |      | Gardien de but | 2022 - Remparts de Tours             |
| +032, | Quentin Papillon       |      | Gardien de but | 2022 - Grüner Ishockey               |
|       | Charles Perrin         |      | Gardien de but | Formé au club                        |
|       | Arthur Krauss          |      | Gardien de but | Prêt - Étoile noire de Strasbourg    |
| +002, | Evan Andraud           |      | Défenseur      | Prêt - Étoile noire de Strasbourg    |
| +002, | Félix Rousseau         |      | Défenseur      | Prêt - Étoile noire de Strasbourg    |
| +013, | Ivan Essipov           |      | Défenseur      | Formé au club                        |
| +021, | Yoan Salve             |      | Défenseur      | 2022 - Dragons de Rouen              |
| +022, | Sami Pharaon           |      | Défenseur      | 2022 - TUTO Hockey                   |
| +024, | Nikita Shalei          |      | Défenseur      | 2021 - Brûleurs de loups de Grenoble |
| +072, | Joachim Sonnet         |      | Défenseur      | Formé au club                        |
| +074, | Luke Orysiuk           |      | Défenseur      | 2022 - Lions de Trois-Rivières       |
| +003, | Antonin Germond        |      | Centre         | 2020 - Dragons de Rouen              |
| +007, | Colin Delatour         |      | Attaquant      | Prêt - Étoile noire de Strasbourg    |
| +010, | Emīls Ģēģeris          |      | Ailier         | 2022 - Hormadi Anglet                |
| +012, | Rudy Matima            |      | Ailier         | 2022 - Gothiques d'Amiens            |
| +015, | Philéas Perrenoud      |      | Centre         | Prêt - Étoile noire de Strasbourg    |
| +017, | Jordan Mugnier – A     |      | Attaquant      | 2020 - Remparts de Tours             |
| +019, | Teemu Loizeau          |      | Ailier/Centre  | 2019 - Boxers de Bordeaux            |
| +020, | Samuel Rousseau        |      | Centre         | 2019 - Étoile noire de Strasbourg    |
| +025, | Alex Berardinelli      |      | Centre         | 2022 - Admirals de Norfolk           |
| +027, | Konstantin Makarov     |      | Ailier         | 2022 - HK Martin                     |
| +028, | Andreï Rytchagov – C   |      | Centre         | 2022 - HK Dinamo Saint-Pétersbourg   |
| +071, | Tyler Welsh            |      | Ailier         | 2022 - Sharks de Long Island         |
| +077, | Bryan Ten Braak – A    |      | Ailier         | 2022 - Corsaires de Nantes           |